# اوژاک
اوژاک (به لاتین: Odžak) یک شهر است که در استان پوساوینا، بوسنی و هرزگوین واقع شده‌است.

## خصوصیات
اوژاک ۱۱۸ کیلومترمربع مساحت و ۲۱٫۲۸۹ نفر جمعیت دارد.